# Mallenahalli, Holenarsipur
Mallenahalli là một làng thuộc tehsil Holenarsipur, huyện Hassan, bang Karnataka, Ấn Độ.